# Opuscolo
Un opuscolo è uno stampato composto da un numero limitato di pagine (8/16, fino a un massimo di 100), solitamente rilegato in brossura e con una veste editoriale economica. Tradizionalmente è destinato alla trattazione di un singolo argomento specifico o a carattere d'occasione (per nozze, in morte). Spesso è un estratto da pubblicazioni periodiche.
Oggi il suo maggiore utilizzo è nella comunicazione pubblicitaria (di attività commerciali, eventi ed altro), dove con termine importato dalla lingua francese è detto brochure, raccogliendo in uno spazio limitato immagini e testi particolarmente significativi per lo scopo promozionale prefissato.

## Descrizione
La brochure è uno strumento di marketing aziendale utilizzato per promuovere un'offerta di prodotti o servizi. È uno strumento che viene utilizzato per far circolare informazioni sul prodotto o servizio. Una brochure è come una rivista ma con le immagini del prodotto o del servizio che il marchio sta promuovendo. A seconda dei vari aspetti, esistono diversi tipi di brochure, vale a dire: brochure con piegatura a cancello, brochure con piegatura, brochure a tre ante e brochure con piegatura a Z.
Gli opuscoli vengono distribuiti in molti modi diversi: come inserti di giornale, consegnati personalmente, per posta o inseriti negli scaffali dei dépliant in luoghi ad alto traffico, specialmente nelle zone turistiche. Possono essere considerati come letteratura grigia. Un opuscolo è solitamente piegato e include solo informazioni sintetiche di carattere promozionale. Solitamente è composto da diversi fogli di carta con una copertina in cartoncino e rilegati con graffette, spago o rilegatura in plastica. Al contrario, un singolo pezzo di carta non piegato viene solitamente chiamato inserto, volantino o bollettino.

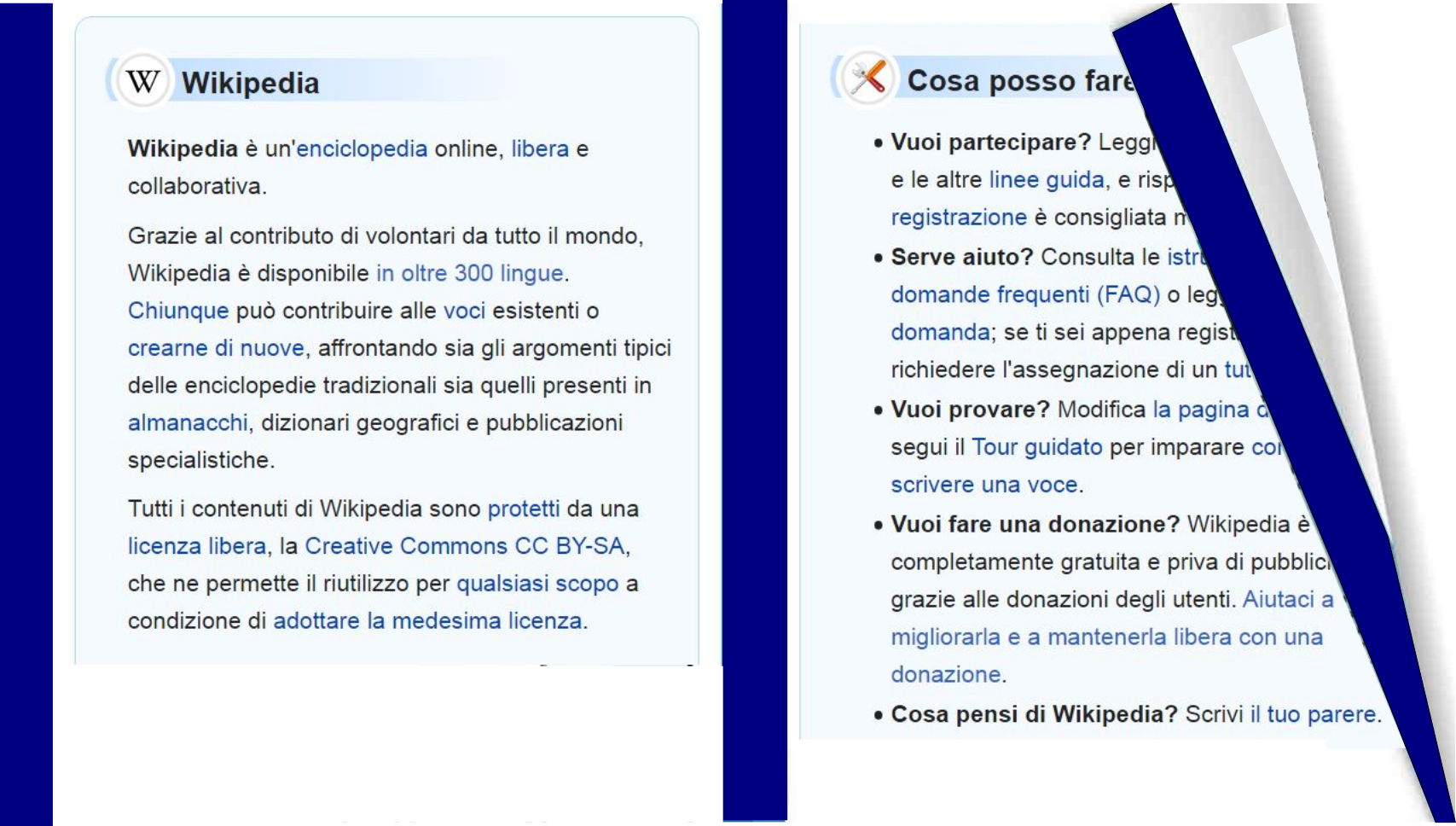
Modalità flip per sfogliare gli opuscoli digitali (creato in PDF o HTML5)

Gli opuscoli disponibili in formato elettronico sono chiamati e-brochure. Questo formato ha l'ulteriore vantaggio di una distribuzione illimitata e di risparmi sui costi di stampa e distribuzione rispetto alle tradizionali brochure cartacee. Lo svantaggio è che, se non è costruita in HTML e CSS in modo responsive ma per esempio in PDF e progettata come se dovesse essere stampata, la lettura a schermo soprattutto su dispositivi mobili risulta scomoda perché l'utente è costretto a zoomare avanti e indietro e fare scrolling orizzontali per poter leggere l'intero opuscolo. Adobe per ovviare a questo problema ha creato la modalità Liquid che adatta i PDF ai dispositivi mobili.
I tipi più comuni di opuscoli a foglio singolo sono il bi-fold (un foglio singolo stampato su entrambi i lati e piegato a metà) e il tri-fold (uguale, ma piegato in tre). Una brochure a doppia piegatura risulta in quattro pannelli (due pannelli su ciascun lato), mentre una piegatura tripla risulta in sei pannelli (tre pannelli su ciascun lato).
Sono possibili altre disposizioni di piegatura per brochure: il metodo a fisarmonica o "z-fold", il metodo "c-fold", ecc. I fogli più grandi, come quelli con mappe dettagliate o ampie pagine di foto, sono piegati in quattro, cinque o sei pannelli.
Gli opuscoli booklet sono costituiti da più fogli per lo più pinzati a punto metallico, pinzati sul bordo piegato o rilegati a brossura come un libro tascabile e risultano in otto o più pannelli.

## Stampa

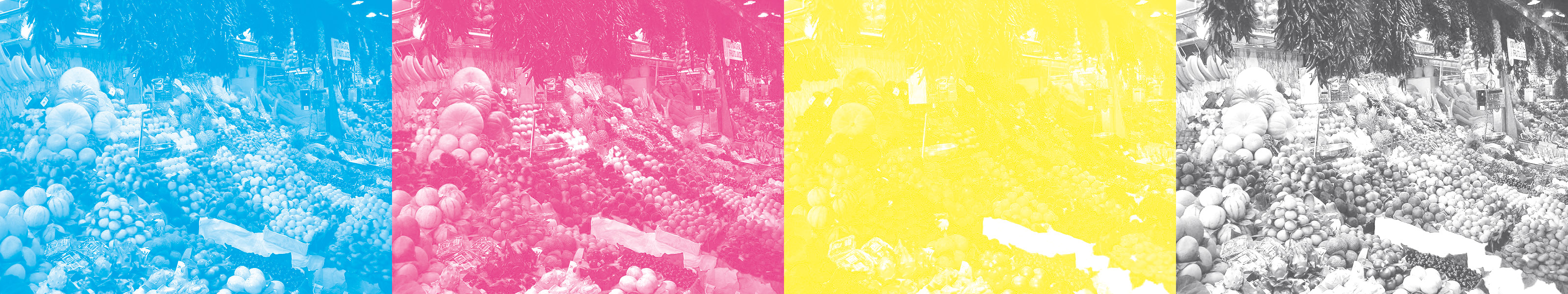
Quadricromia

Gli opuscoli vengono spesso stampati in quadricromia su carta spessa e lucida per dare un'impressione di qualità. Le aziende possono stampare piccole quantità di brochure su una stampante per computer o su una stampante digitale, ma la stampa offset produce quantità maggiori a un costo per articolo inferiore.
Rispetto a un volantino, una brochure di solito utilizza carta di qualità superiore, più colori ed è piegata.

## Opuscolo di marketing

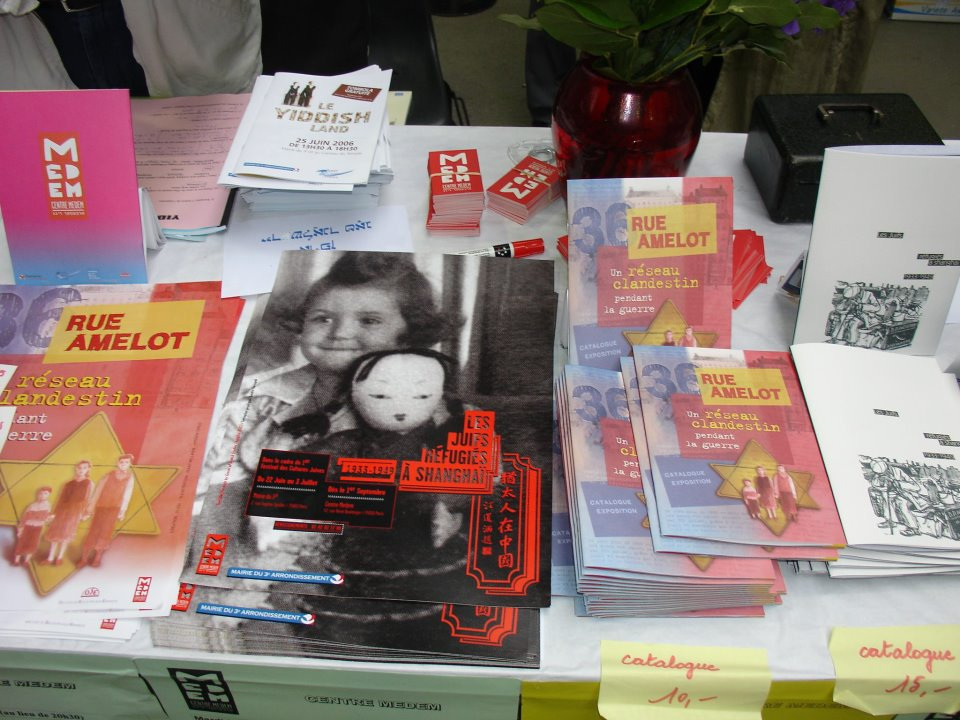
Opuscoli di marketing

Il termine "opuscolo di marketing" si riferisce a un piccolo documento, o opuscolo, che descrive e promuove vari prodotti o servizi da commercializzare. Alcune aziende hanno sviluppato software di stampa per computer per generare opuscoli di marketing, che potrebbero essere disponibili per l'uso in una biblioteca pubblica. Tuttavia, è comune per un'azienda avere una brochure di marketing preparata da un'azienda (o dipartimento) di stampa professionale che ha esperienza nella creazione di tali documenti, ad esempio uno studio grafico. Rispetto a un flyer o a un volantino "handbill" (un flyer dato a mano ad esempio dai promoters in strada o nei negozi), una brochure stampata di solito ha carta di qualità superiore e più colori, ed è piegata o pinzata alla giuntura.
Poiché l'obiettivo di una brochure di marketing è in genere quello di assistere nella vendita o nella distribuzione di prodotti e servizi, la formulazione nella brochure è spesso molto positiva, con "termini brillanti" per descrivere le caratteristiche e i vantaggi offerti. È improbabile che una brochure di marketing elenchi i principali reclami che i clienti hanno espresso sui prodotti, nel tentativo di evitare aspetti negativi su tali prodotti o servizi. Il focus è tipicamente sulla persuasione, per incoraggiare le persone a voler ottenere gli elementi descritti nell'opuscolo.
Il termine "opuscolo di marketing" ha molti decenni. Un esempio storico sono gli opuscoli di marketing delle automobilistiche della Ford Thunderbird del 1955.

## Galleria d'immagini

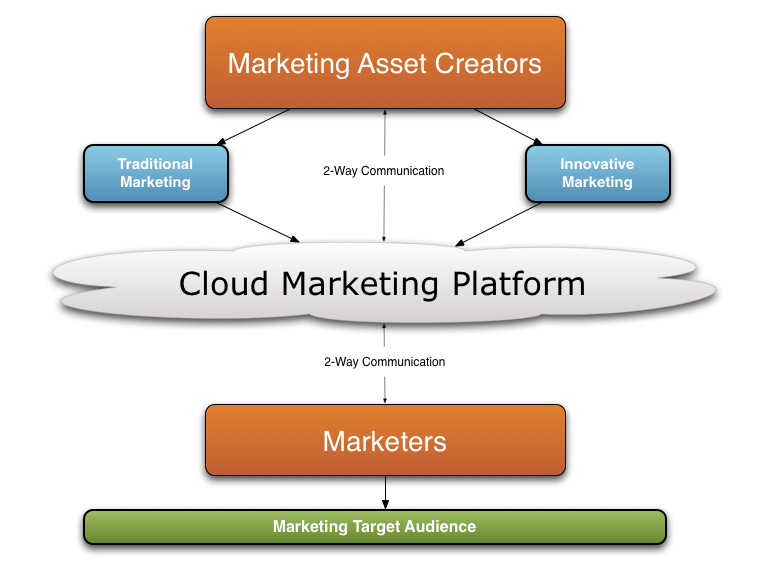
Diagramma visualizzato nello stile di una brochure di marketing: mostra il prodotto centrale.
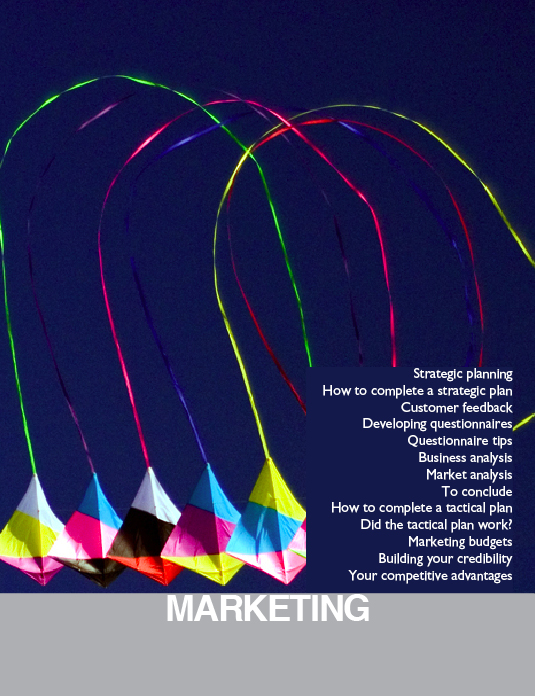
Copertina di brochure di marketing: riassume le principali materie insegnate
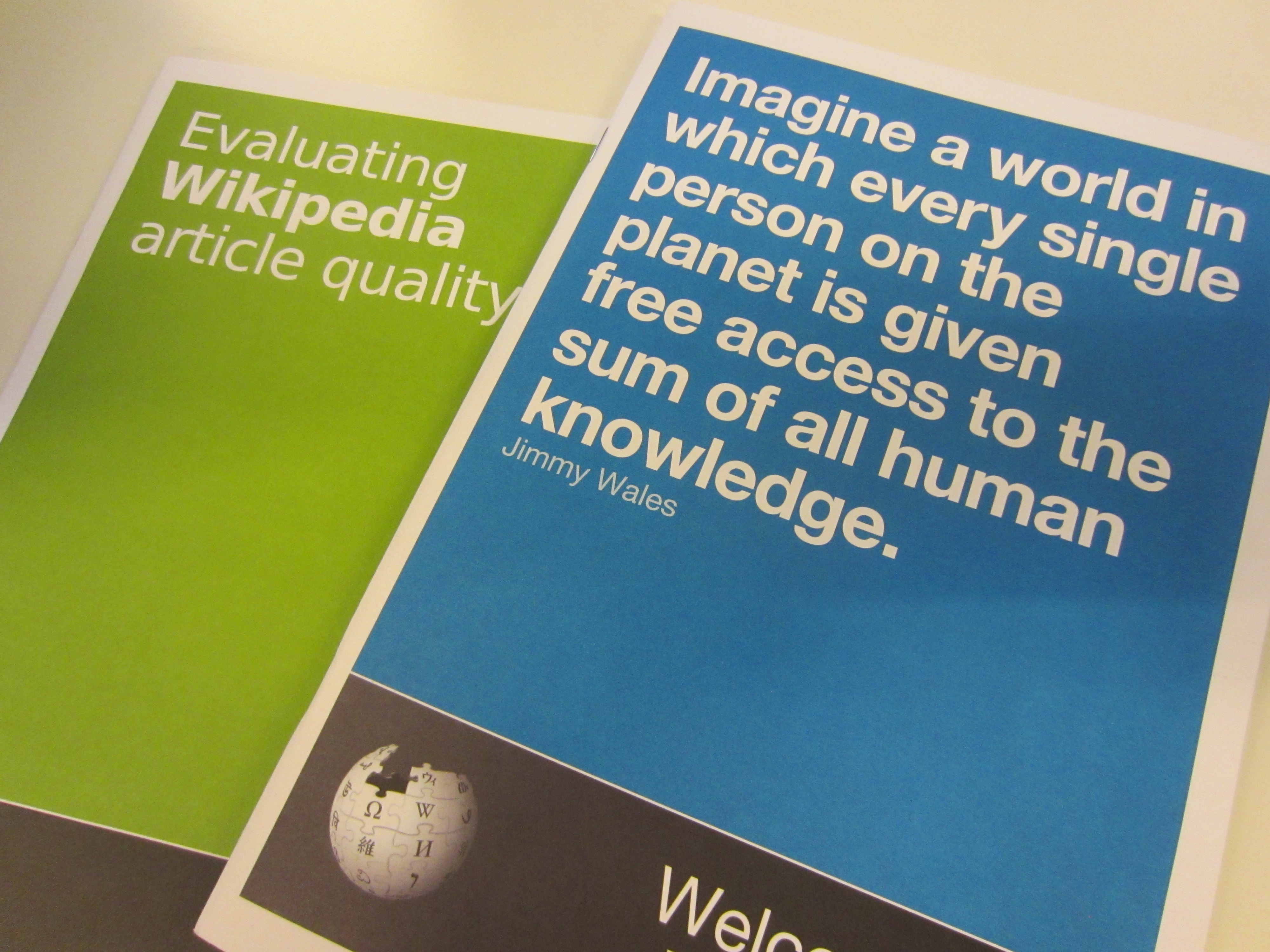
Opuscoli dedicati a Wikipedia